# Jane Joseph
Jane Marian Joseph (Londres, 31 de maio de 1894 – Londres, 9 de março de 1929) foi uma compositora, arranjadora e professora de música inglesa. Ela foi aluna e mais tarde associada do compositor Gustav Holst, e foi fundamental na organização e gestão de vários festivais de música que Holst patrocinou. Muitas de suas obras foram compostas para apresentação nesses festivais e ocasiões semelhantes. Sua morte prematura aos 35 anos, o que impediu a plena realização de seus talentos, foi considerada por seus contemporâneos como uma perda considerável para a música inglesa.
Holst observou pela primeira vez o potencial de Joseph quando estava ensinando sua composição na St Paul's Girls 'School. Jane começou a atuar como sua amanuense em 1914, quando ele estava compondo The Planets, sendo sua responsabilidade especial a preparação da partitura para o movimento "Netuno". Ela continuou a ajudar Holst com transcrições, arranjos e traduções, e foi sua libretista para o balé coral The Golden Goose.
Durante sua curta vida profissional, ela se tornou um membro ativo da Society of Women Musicians, além de ter sido a principal responsável pelo primeiro Festival de Competição Musical de Kensington e ter ajudado a fundar a Kensington Choral Society. Também ensinou música em uma escola para meninas, onde a filha de Holst, Imogen, foi uma de suas alunas, e se tornou uma figura importante na vida musical do Morley College. Dois prêmios memoriais e bolsas foram concedidos em seu nome.
A maioria das composições de Joseph nunca foi publicada e agora é considerada perdida. De suas obras publicadas, duas primeiras peças orquestrais curtas, Morris Dance e Bergamask, ganharam consideráveis elogios da crítica, embora nenhuma delas tenha se tornado parte do repertório orquestral geral. Duas obras corais, A Festival Venite e A Hymn for Whitsuntide foram admiradas durante sua vida, mas nunca gravadas comercialmente. Desde sua morte, seu trabalho raramente foi executado, mas ocasionalmente transmitido. Sua canção A Little Childe There is Ibore foi considerada por Holst como uma das melhores de seu tipo.

## Biografia

### Primeiros anos
Jane Joseph nasceu em 31 de maio de 1894, no distrito de Notting Hill,  no burgo de Kensington, Londres, em uma próspera família judia. Seu pai, George Solomon Joseph (1844–1917), um advogado da empresa de sua família, casou-se com Henrietta, nascida Franklin (1861–1938) em 1880. Jane era a quarta filha – o mais novo de seus três irmãos era sete anos mais velho que ela. George Joseph tinha um profundo interesse pela música  e o transmitiu aos filhos: Frank (1881–1944) e Edwin (1887–1975), tornaram-se tocadores de cordas competentes, enquanto Jane aprendeu piano (ela fez seu primeiro exame aos sete anos de idade) e, mais tarde, contrabaixo.

### St Paul's Girls 'School e Gustav Holst
Em 1909, Joseph ganhou uma bolsa de estudos para a St Paul's Girls 'School (SPGS) em Hammersmith. A escola foi inaugurada em 1904, como um desdobramento da antiga St Paul's School para meninos. Frances Ralph Gray era uma figura formidável com visões tradicionais sobre a educação feminina, mas que fornecia um ambiente de aprendizado animado e variado no qual Joseph se destacava. Além de seus sucessos acadêmicos, Joseph tocou contrabaixo na orquestra da escola, deu uma aclamada execução de piano do concerto para teclado em D menor de Bach, começou a compor e ganhou um prêmio por leitura à primeira vista. Enquanto estava na escola, compôs "The Carrion Crow", um um estilo de música que, em 1914, se tornou seu primeiro trabalho publicado. Fora da música, apoiou a Sociedade Literária da escola, onde apresentou trabalhos sobre Charlotte Brontë e Samuel Taylor Coleridge. Também ganhou honras nos exames da Royal Drawing Society.
Entre os professores de música da SPGS, mais significantes em termos de seu desenvolvimento musical, Joseph encontrou o emergente compositor Gustav Holst, então pouco conhecido, que ensinou sua composição. Após deixar o Royal College of Music em 1898, Holst ganhava a vida como organista e como trombonista em várias orquestras, enquanto aguardava o reconhecimento da crítica como compositor. Em 1903, ele desistiu de suas nomeações orquestrais para se concentrar na composição, mas descobriu que precisava de uma renda regular. Ele se tornou professor de música, inicialmente na James Allen's Girls 'School em Dulwich. Em 1905, foi recomendado a Frances Gray por Adine O'Neill, uma ex-aluna de Clara Schumann, que ensinava piano na SPGS. Ele foi inicialmente nomeado em regime de meio período para ensinar canto e, posteriormente, estendeu suas atividades para cobrir o currículo musical mais amplo da escola, incluindo regência e composição. De acordo com o compositor Alan Gibbs, Joseph rapidamente caiu sob o feitiço de Holst e adotou seus princípios como se fossem dela. Holst mais tarde a descreveu como a melhor aluna que já teve: "Desde o início, ela mostrou uma atitude mental individual e uma vontade de absorver tudo o que era belo".

### Aluna, escriba e professora (1913-1918)

#### Girton

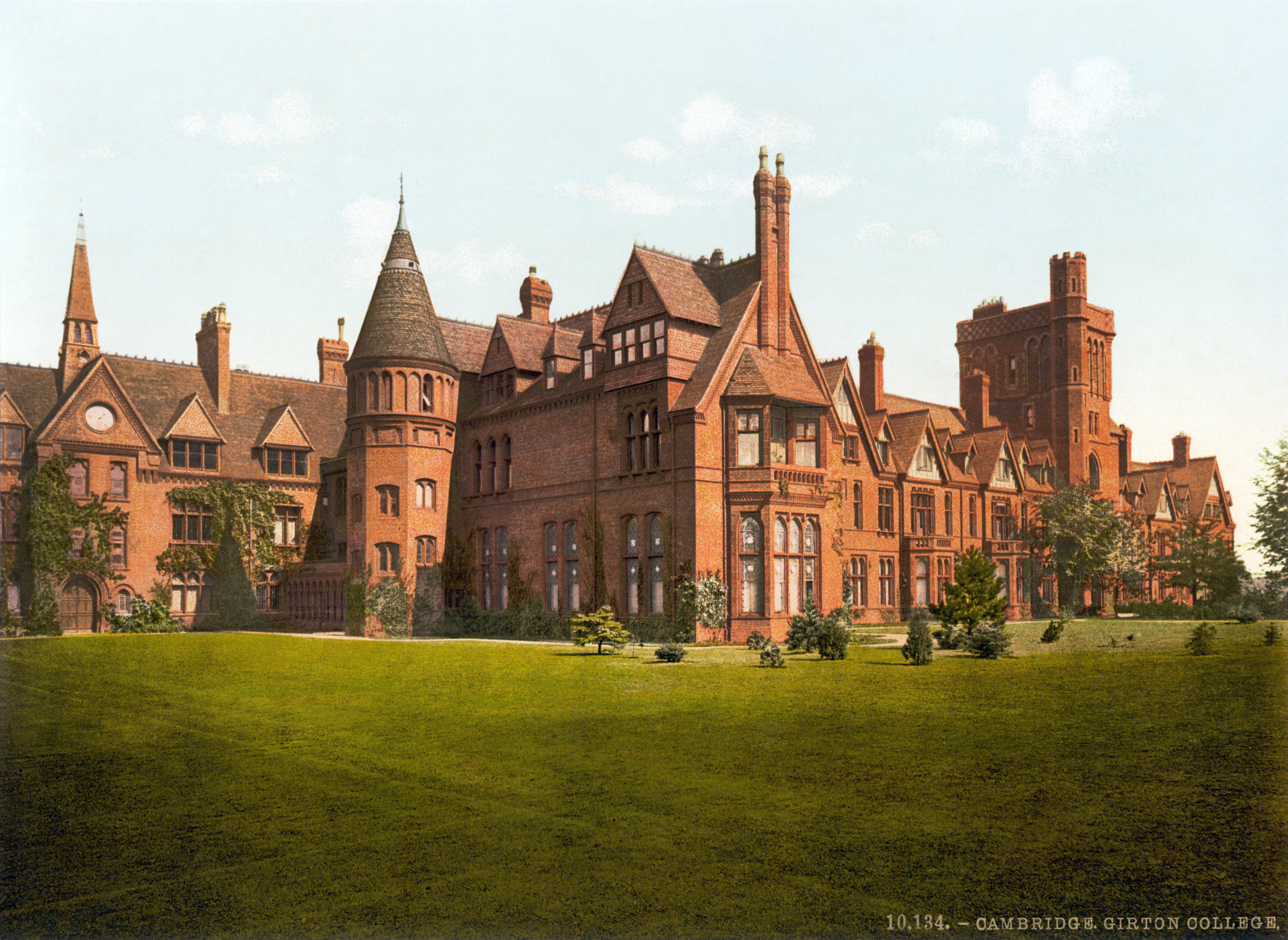
Girton College, Cambridge, no início do século XX

No outono de 1913, aos 19 anos, Joseph começou a estudar Clássicos no Girton College, Cambridge. Naquela época, sob os regulamentos da Universidade de Cambridge que não foram totalmente revogados até 1948, as mulheres eram inelegíveis para receber diplomas, embora pudessem fazer os exames de graduação, no caso de Joseph, o Tripos Clássico. Ela logo encontrou muito na vida da universidade para desviá-la de seus estudos regulares: debates, teatro e, acima de tudo, música. Em seu primeiro mandato, ela se tornou contrabaixista na orquestra da Cambridge University Musical Society, sob seu maestro Cyril Rootham. Ela também cantou alto no coro da sociedade e pode ter participado de uma apresentação de La damnation de Faust, de Berlioz, que foi elogiada na Cambridge Review de 17 de junho de 1914. Durante as férias, ela continuou seus estudos de composição com Holst; em 1916, sua "Wassail Song", uma peça que acompanha "The Carrion Crow", foi publicada. Em Girton, ela escreveu música incidental para uma apresentação da peça em versos de W. B. Yeats, The Countess Cathleen, na qual atuou como o Primeiro Dragão.
A partir de 1915, a associação de Joseph com Holst se tornou mais próxima. Exagerado por suas obrigações de ensino e outros compromissos, Holst precisava de ajuda na tarefa de organizar sua música para publicação e apresentação, e usou um grupo de mulheres voluntárias - suas "escribas" - para fazer cópias justas de suas partituras, escrever instrumental ou partes vocais ou preparar arranjos de piano. Em 1915, o compositor estava trabalhando em sua maior e mais conhecida obra, a suíte orquestral The Planets, e convidou Joseph, em suas férias, a juntar-se a seus escribas. Entre eles estavam Vally Lasker, uma professora de piano da SPGS, e Nora Day, que fora aluna de Joseph na escola e desde 1913 lecionava lá. A principal tarefa de Joseph para Os planetas era copiar o movimento "Netuno", do qual quase todo o manuscrito original está escrito em sua mão. Pelo resto de sua carreira, ela permaneceu um dos [amanuenses mais regulares de Holst, e ele passou a confiar nela mais do que em qualquer outro. Seus compromissos com atividades musicais em Girton, combinados com seu trabalho para Holst, tiveram um efeito adverso em seus estudos formais. Nos exames Classical Tripos de 1916, ela foi premiada apenas com uma aprovação de Classe III, um resultado decepcionante devidamente anotado em seu depoimento de despedida do colégio.

#### Início da carreira
Quando Joseph deixou Girton, a Primeira Guerra Mundial estava em um estado crítico. A Batalha do Somme havia começado em 1º de julho de 1916. Joseph queria ajudar no esforço de guerra e, depois de considerar trabalhar na terra ou em uma fábrica de munições, passou a trabalhar meio-período com o assistência social em Islington. No outono de 1916, ela começou a lecionar em Eothen, uma pequena escola particular para meninas em Caterham, fundada e administrada pelas Senhoritas Catharine e Winifred Pye. Em 1917, a filha de dez anos de Holst, Imogen, começou a estudar na escola. Logo, sob a orientação de Joseph, a jovem aluna estava compondo sua própria música. Joseph estendeu suas próprias atividades musicais ao ingressar na orquestra do Morley College, onde Holst era o diretor de música e onde seu irmão Edwin tocava violoncelo antes da guerra. No início ela tocou contrabaixo, mas depois teve aulas de trompa, possivelmente com Adolph Borsdorf. Mais tarde ainda, em um curto espaço de tempo, aprendeu sozinha a parte dos tímpanos para um concerto de verão. Em 1918, integrava o comitê Morley que, em 9 de março, organizou e produziu uma ópera burlesca, a English Opera as She is Wrote, na qual os estilos de ópera inglês, italiano, alemão, francês e russo foram parodiados em cenas sucessivas. A apresentação foi um grande sucesso e se repetiu em vários locais. Pode ter inspirado Holst a usar a paródia em sua própria ópera, The Perfect Fool, que ele começou a compor em 1918. Em seu tempo livre, Joseph fundou e dirigiu um coro para babás de Kensington, que participaram de concursos de canto locais como "Linden Singers".

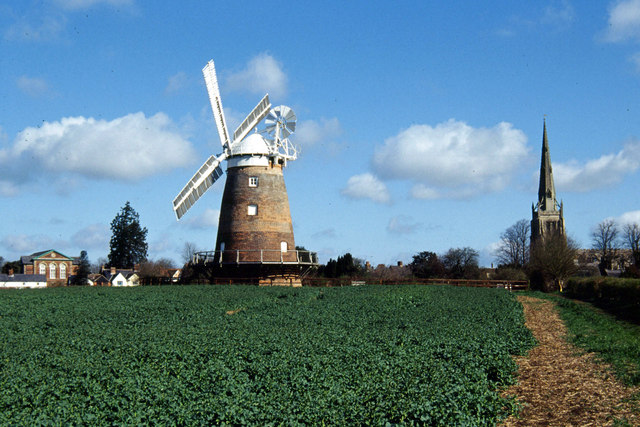
Thaxted, Essex, cenário dos festivais de música Whitsun de 1916 a 1918

Joseph aumentou seus compromissos de ensino, muitas vezes substituindo Holst, tanto na James Allen e na SPGS. Também continuou em seu papel de amanuense do compositor, e foi convidada para assistir à estréia privada de The Planets, em 29 de setembro de 1918, no Queen's Hall, onde Adrian Boult regeu a orquestra do Queen's Hall. Mais tarde, ela escreveu: "Do momento de Marte ... ao último som de Netuno, foi uma grande coisa que durará por todas as nossas vidas, eu acho". Ela foi capaz de basear-se em sua educação clássica em Girton quando ajudou a traduzir a obra apócrifa The Acts of John do grego original, para fornecer o texto para o Hymn of Jesus de Holst (1917);  para a mesma obra que ela preparou uma partitura vocal e um arranjo para piano, cordas e órgão. Ela e Holst combinaram a produção de uma versão para vozes femininas (duas sopranos e uma contralto) da Mass for Three Voices de William Byrd, e Joseph trabalhou sozinha para produzir um acompanhamento orquestrado para Sing Aloud with Gladness, de Samuel Wesley. Este último trabalho foi preparado para o festival musical de Whitsun de 1917, uma de uma série anual de festivais que Holst idealizou, primeiro em sua cidade natal de Thaxted, nos anos posteriores em vários locais, incluindo Dulwich, Chichester e Canterbury. Joseph tornou-se uma figura chave nestes festivais, como organizadora, intérprete e compositora. Em Thaxted, em 1918, duas de suas composições foram executadas: Hymn para vozes femininas (agora perdido) e uma peça orquestral, Barbara Noel's Morris, que Joseph escreveu para marcar sua amizade com a filha de Conrad Noel, vigário de Thaxted.
Os anos de 1917 e 1918 também trouxeram tristezas pessoais. Em 22 de outubro de 1917, o pai de Joseph morreu de ataque cardíaco. Em 27 de maio do ano seguinte, logo após o festival de Pentecostes, seu irmão William foi morto em combate na frente ocidental. Em setembro, Edwin foi gravemente ferido na ofensiva aliada no final da guerra. Em sua monografia sobre a vida e a música de Joseph, o compositor Alan Gibbs escreve que "não há indícios nas cartas de Jane do efeito que esses eventos tiveram sobre ela". Gibbs cita Duff Cooper, que escreveu sobre aqueles tempos: "... se choramos - como choramos - choramos em segredo".

### Professora, facilitadora e compositora (1918-1928)

#### Pós-guerra

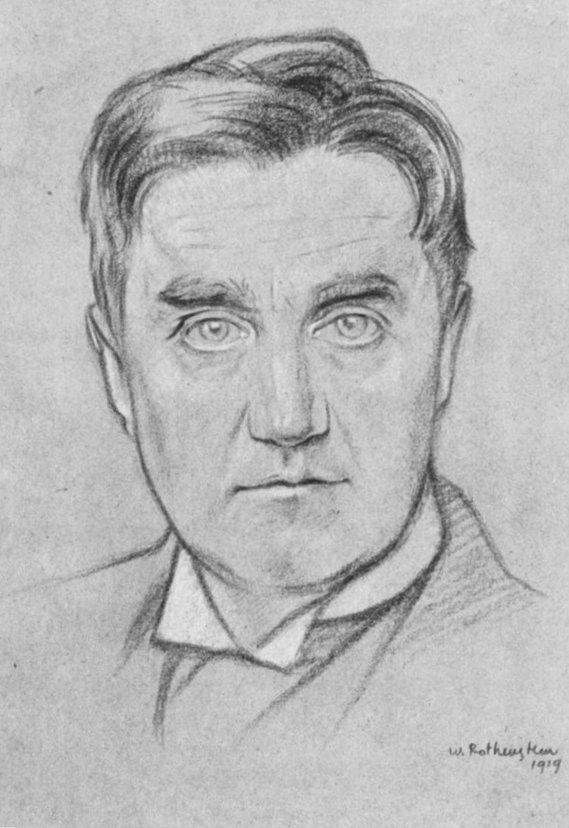
Ralph Vaughan Williams, um crítico apreciativo das primeiras composições de Joseph

Em 1919, buscando consolidar sua carreira musical, Joseph ingressou na Society of Women Musicians (SWM), fundada em 1911 pela violinista e musicóloga Marion Scott e outras pessoas para promover os interesses das mulheres na música. Scott era conhecido por Joseph, por ter sido o líder da orquestra de Morley. Joseph tornou-se membro do Comitê Seccional de Compositores do SWM e, ocasionalmente, dava palestras para a sociedade sobre assuntos como "A necessidade de experiência prática para compositores" e "O compositor como aluno". No verão de 1919, ela teve aulas de regência com Adrian Boult, a quem ela descreveu como "o homem mais sem queixo que já conheci". O objetivo das aulas era capacitá-la a conduzir seu trabalho orquestral Bergamask, que foi apresentado no Coliseum Theatre sob um esquema idealizado por Sir Oswald Stoll para apresentar a nova música britânica. No mesmo verão, ela conheceu Ralph Vaughan Williams, um amigo próximo de Holst. Ela tocou para ele algumas de suas músicas, provavelmente uma redução para piano de Bergamask, e o descreveu como "um crítico muito apreciativo".
No final de 1918, Holst pediu a Joseph que fornecesse um libreto para sua ópera The Perfect Fool, sentindo que ela poderia possuir o toque de luz necessário que ele achava que faltava em sua própria escrita. Não está claro se ela recusou ou se Holst mudou de ideia, mas ele acabou escrevendo o texto sozinho. Joseph, entretanto, escreveu a história para um balé baseado na música de Holst, The Sneezing Charm; o balé, intitulado A Magic Hour, foi apresentado em Morley em outubro de 1920. Enquanto isso, as obras de Joseph estavam sendo executadas em concertos SWM: duas canções, provavelmente de seu ciclo Mirage, em janeiro de 1920, e algumas de suas configurações de poemas de Walter de la Mare em dezembro.
Em Eothen, Joseph continuou a supervisionar a educação musical de Imogen Holst, aspectos dos quais anteriormente causavam certa preocupação a Holst. Em uma carta para sua esposa datada de fevereiro de 1919, escrita quando ele servia como organizador musical do YMCA para as tropas britânicas estacionadas no Mediterrâneo Oriental, Holst relatou que "Recebi uma carta muito gentil e sábia de Jane sobre Imogen". Quaisquer problemas que tivessem perturbado Holst foram resolvidos satisfatoriamente, e Joseph se tornou o professor de teoria de Imogen: "A teoria com Jane está rasgando", o jovem aluno entusiasmado. No semestre de verão de 1920, com a ajuda de Joseph, Imogen idealizou e compôs uma "Dança de ninfas e pastores" que foi apresentada na escola em 9 de julho. No início de 1921, Imogen começou na SPGS; antes de se tornar uma interna na Bute House (uma das residências da escola para alunos), ela ficou na casa da família Joseph.
Os festivais de Pentecostes, suspensos durante a ausência de Holst, recomeçaram em Dulwich em 1920. A participação de Joseph neste evento não foi registrada, mas ela deu uma grande contribuição para as festividades do ano seguinte, que começaram ao lado do Tâmisa em Isleworth e terminaram na segunda-feira de Whit na SPGS em os jardins da Bute House. Para as celebrações da segunda-feira, Joseph planejou uma apresentação da semi-ópera de Purcell de 1690, Dioclesian. Escrevendo sobre a ocasião após a morte de Joseph, Holst lembrou que tinha tecido a música de Purcell e o texto de Thomas Betterton, ambos há muito negligenciados, "em um encantador desfile ao ar livre fundado em um conto de fadas, completo com princesa perdida, dragão e herói principesco". Não satisfeito com o planejamento de todos os aspectos da apresentação ao ar livre, Joseph preparou uma versão interna do entretenimento, caso o clima assim o exija. A produção foi um grande sucesso e foi repetida naquele verão no Hyde Park e, em outubro de 1921, no teatro Old Vic.Predefinição:Short Ao longo de toda essa tarefa organizacional considerável, Holst escreveu: "Jane deu o mínimo de preocupação a cada pessoa envolvida, dando a si mesma o máximo de trabalho árduo e premeditação".

#### Zênite da carreira

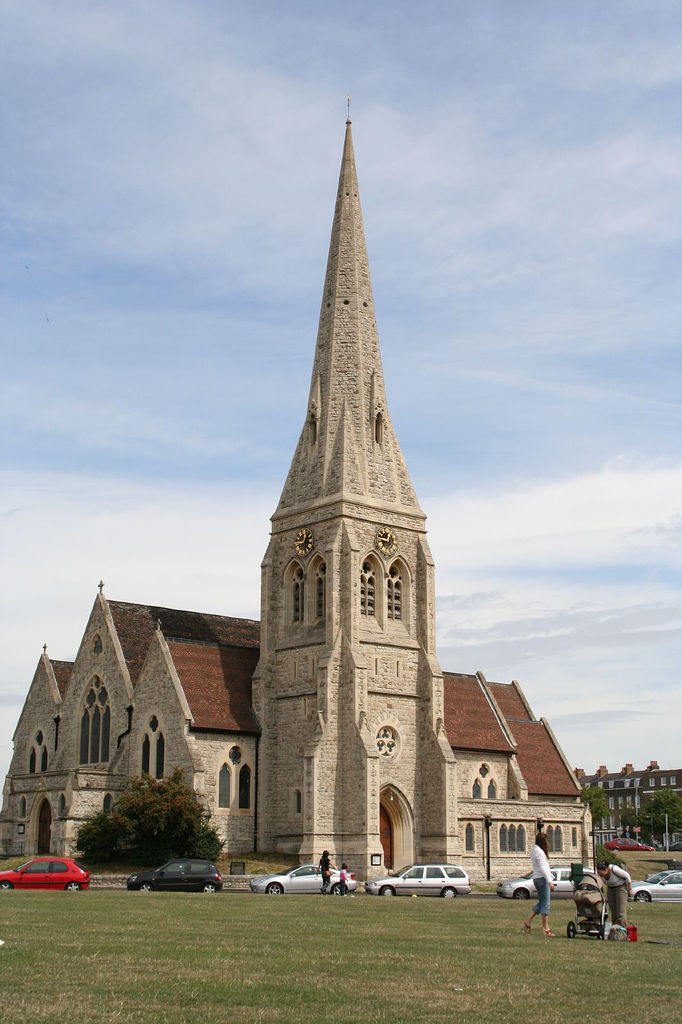
All Saints, Blackheath, local do festival Whitsun de 1922 (fotografia de 2007)

Em novembro de 1921, Joseph organizou as forças de Morley para realizar um desfile em grande escala, celebrando o bicentenário da igreja de St Martin-in-the-Fields. O texto foi de Laurence Housman e a música, dirigida por Holst, foi retirada do repertório de Morley. No ano seguinte, o crescente reconhecimento de Joseph como compositor foi confirmado quando suas Sete Músicas em Duas Partes foram executadas em um concerto SWM que incluiu obras de Ethel Smyth e outras compositoras. Duas das obras de Joseph, A Hymn for Whitsuntide e A Festival Venite, foram apresentadas durante o festival Whitsun de 1922 na igreja de All Saints, Blackheath, com Holst como regente. Após a estreia de Venite, Joseph escreveu com apreço a Holst: "Você acha por um momento que qualquer outro regente se mete em problemas como esse? Se o fizer, está completamente errado". O Venite foi apresentado em 13 de junho de 1923 no Queen's Hall, pelo Philharmonic Choir sob Charles Kennedy Scott; o crítico do Spectator considerou isso uma "adição muito notável à música britânica moderna". Entre suas atividades composicionais e outras, Joseph encontrou tempo, em 1922, para organizar o primeiro Festival de Competição Musical de Kensington, e para orquestrar muitas das canções da competição. No devido tempo, esse festival se tornou um importante evento anual em Kensington; Vaughan Williams estava entre os julgadores. Em 12 de outubro de 1922, aniversário de 50 anos de Vaughan Williams, Joseph organizou um coro que fez uma apresentação surpresa de manhã cedo no jardim do compositor de uma canção que ela havia escrito para marcar a ocasião.
Já em 1919, Joseph havia escrito a seu irmão Edwin expressando preocupação com a saúde de Holst. Quando após um colapso físico em 1923, Holst desistiu de suas funções no Morley College, Joseph escreveu-lhe uma carta de apoio parabenizando-o por sua decisão, que o permitiria se concentrar na composição. Os anos seguintes foram particularmente frutíferos para Holst, e Joseph ajudou em muitas das obras que ele produziu no período de 1924–1928. Ela o ajudou a preparar a partitura de sua Sinfonia Coral, para a qual ele a presenteou com seus esboços originais, como um gesto de gratidão. Junto com Lasker e Day, ela trabalhou para preparar partituras vocais e completas para a ópera At the Boar's Head, e compareceu aos ensaios em março de 1925. Após a estreia da ópera em 3 de abril, ela escreveu a Holst com comentários levemente críticos sobre alguns dos os cantores, embora com elogios ao maestro, o jovem Malcolm Sargent. Quando Holst compôs uma curta peça coral para comemorar o 21.º aniversário da Oriana Madrigal Society, Joseph forneceu palavras que refletiam com humor os métodos de trabalho do maestro Kennedy Scott; o trabalho foi muito apreciado pelo coro. No mesmo ano, 1925, ela ajudou a fundar a Kensington Choral Society. Nessa época, a casa de Joseph em Kensington, onde Jane viveu por toda a vida, estava se tornando um conhecido local de encontro musical; um visitante lembrou que conheceu Vaughan Williams, Boult e o harpista Sidonie Goossens lá, entre outros.
Em 1926, Joseph forneceu a Holst o libreto de seu balé coral The Golden Goose, baseado em uma história dos irmãos Grimm, e arranjou sua primeira apresentação no festival Whitsun de 1926, realizado na escola James Allen. Joseph também ajudou Holst e o libretista Steuart Wilson na produção de um segundo balé coral, The Morning of the Year - o primeiro trabalho encomendado pelo recém-formado departamento de música da BBC - que foi apresentado no Royal Albert Hall em março de 1927. O Relatório Anual do Morley College de 1927 registrou a formação de um clube de dança folclórica e observou a "orientação hábil" do grupo por Joseph. Seu crescente interesse pela dança a levou, naquele ano, a ingressar na English Folk Dance Society e no Kensington Dance Club.

### Doença, morte e homenagens
A principal atração do festival Whitsun de 1928, realizado em Canterbury, foi um drama religioso, The Coming of Christ, encomendado por George Bell, então decano de Canterbury, e escrito por John Masefield. Holst forneceu a música incidental. Em uma fotografia descrita por Gibbs, tirada dos organizadores e artistas do festival, Joseph está sentado entre Holst e a Sra. Bell, "mais alta do que ambos, uma senhora de aparência eficiente em seus trinta e poucos anos, claramente de alguma importância para o festival". Este foi o último Pentecostes de Joseph. Perto do final do ano, sua saúde começou a piorar; há uma menção no diário de Holst de 29 de novembro de 1928, "concerto de Jane às 8,15", mas nenhuma indicação é dada se ela era uma artista. Em fevereiro de 1929, ela pagou o valor final devido ao fabricante de pianos C. Bechstein, pelo novo piano de Morley, para o qual ela vinha angariando fundos desde 1926. Em 9 de março de 1929, Joseph morreu em casa, em Kensington, de insuficiência renal. Após um funeral privado, ela foi enterrada no Cemitério Judaico de Willesden.
Holst estava em Veneza quando a notícia da morte de Joseph chegou até ele; embora Imogen registre que ele recebeu estoicamente, ele ficou arrasado em particular. Joseph escreveu Imogen, "mais perto de seu ideal de pensamento claro e sentimento claro". Em sua própria homenagem, Holst chamou a atenção para a "infinita capacidade de se esforçar que chega a ser um gênio". Nenhum festival de Pentecostes foi realizado em 1929, mas no início de julho, em uma produção ao ar livre de The Golden Goose de Holst no Warwick Castle, uma apresentação especial de sua suíte St Paul foi tocada em memória de Joseph. Em 5 de dezembro de 1929, em um festival de música competitivo, Vaughan Williams conduziu o coro em Joseph's Hymn for Whitsuntide enquanto o público prestava homenagem. O mesmo hino foi tocado no primeiro festival retomado de Whitsun, em Chichester em maio de 1930. Em julho de 1931 Holst incluiu sua música em um concerto que ele regeu na Catedral de Chichester, ao lado de obras de William Byrd, Thomas Weelkes e Vaughan Williams. Ao longo dos anos seguintes, as obras de Joseph foram tocadas em concertos e eventos organizados pelo Morley College, o SWM, SPGS e a English Folk Dance Society. Em Eothen, um "Prêmio Memorial Jane Joseph" foi estabelecido e bolsas de estudo de música foram concedidas em seu nome na Eothen e na SPGS.
Uma amiga que expressou tristeza pessoal ao saber da morte de Joseph revelou outro aspecto de seu caráter: "A Inglaterra não será a mesma sem Jane. Ela era terrivelmente difícil de se conhecer, e terrivelmente solitária, pensei, apesar de todos os amigos dela - você não acha? - mas não consigo imaginar música sem ela".

## Música
Grande parte da música de Joseph foi escrita para apresentações em eventos de escala modesta por artistas amadores. Como tal, nunca foi publicado e, ao longo dos anos, muitos trabalhos foram perdidos. As obras publicadas e as poucas outras que sobreviveram, acredita Gibbs, colocam Joseph na categoria de compositores ingleses "progressivos". Embora suas primeiras composições tenham sido principalmente canções, ela demonstrou desde cedo habilidades como compositora orquestral. Gibbs encontra em suas duas peças curtas, Morris Dance (1917) (originalmente Morris de Barbara Noel) e Bergamask (1919), três e cinco minutos respectivamente, um "bom sentimento para o som orquestral". O Morris Dance adicionou brilho de um glockenspiel, enquanto Bergamask tem um toque festivo italiano. O escritor musical Philip Scowcroft elogia o manejo confiante de Joseph das grandes forças orquestrais exigidas para a Dança de Morris, enquanto o compositor Havergal Brian, contemporâneo de Holst, achou Bergamask "estimulante" e "cheio de promessas". Gibbs sugere que essas duas obras pressagiam os últimos balés corais de Holst e comenta: "Que essas peças despreocupadas não tenham encontrado um lugar permanente no repertório é lamentável".

O 'Venite' da Srta. Joseph é escrito em uma grande tradição  ... por mais que o 'Venite' deva em espírito aos compositores Tudor, é um crescimento individual e autossustentável daquela grande árvore, e suas raízes extraem energia e vida de um solo fresco e não visitado.

De The Spectator review of the Queen's Hall performance of Joseph's Venite, June 1923
No ciclo de canções Mirage de Joseph de 1921 (cinco canções com acompanhamento de quarteto de cordas), uma influência holstiana é evidente ao lado de sua própria voz composicional distinta. Gibbs destaca a primeira do ciclo, "Song", que inicialmente ecoa "To Varuna" dos hinos do Rig Veda de Holst, mas evolui para "uma criação diferente, que se distingue por sua própria escrita de quarteto organizada em que a viola tem um papel especial a desempenhar". A música final, "Echo", tem tanto em comum com Brahms quanto com Holst. O Festival Venite de Joseph de 1922 é um exemplo de seu uso do modo Dorian Moderno (uma escala ascendente de D ao próximo D nas teclas brancas do piano), que se tornou uma característica de alguns de seus trabalhos posteriores. Scowcroft e Gibbs apontam para as influências Tudor em Venite em que também, diz Gibbs, "a influência agradável de Vaughan Williams na melodia e harmonia é sentida". A partitura orquestral para este trabalho perdeu, mas um acompanhamento de órgão foi planejado. O hino coral desacompanhado de Joseph para Whitsuntide também usa o modo Dorian no que Holst descreveu como um "pequeno moteto perfeito"; este foi o primeiro trabalho de Joseph a ser transmitido, em 1968. Um quarteto de cordas curtas em lá menor foi executado pelo Winifred Smith Quartet em dezembro de 1922 e foi aceito para publicação por J.B. Cramer and Co. No entanto, não foi publicado e, posteriormente, desapareceu.
A canção de Joseph "A Little Childe There is Ibore", é uma espécie de um poema do século XV para três vozes femininas e piano ou cordas. Holst considerou esta "a melhor das muitas canções de natal de Jane, e talvez a mais difícil de executar bem". Escrita em compassos alternados de cinco e sete batidas, foi elogiada por Brian por sua originalidade. Foi finalmente transmitida pela BBC em 21 de dezembro de 1995. Brian também era um admirador das muitas peças de instrução para piano de Joseph: "agradavelmente simples e não afetadas". Estes foram publicados entre 1920 e 1925. Gibbs escreve que essas peças "enfocam aspectos técnicos em contextos melódicos e muitas vezes modais", com excursões ocasionais em outras formas, como chacona e rondó.